# Justin Welborn
Justin Welborn (...) è un attore statunitense conosciuto particolarmente in ruoli di film horror per aver partecipato a The Signal, Dance of the Dead e The Final Destination 3D.

## Filmografia

### Attore
- Flirting with Myself, regia di Amy Baratt (2001)
- Last Goodbye, regia di Jacob Gentry (2004)
- Gunmetal Grey, regia di Ryan Prows (2005)
- Fuga dall'Inferno - L'altra dimensione dell'amore, regia di Gregg Bishop (2006)
- Psychopathia Sexualis (2007)
- The Signal (2007)
- Dance of the Dead (2008)
- The Final Destination 3D (2009)
- Halloween II, regia di Rob Zombie (2009)
- La città verrà distrutta all'alba (2010)
- Father vs. Son (2010)
- Pelt (2010)
- Exhibit A-7 (2010)
- Dixie Times (2012)
- Blue Like Jazz (2012)
- The Bay (2012)
- Remnants (2013)
- V/H/S: Viral, regia di Gregg Bishop (2014)
- Beyons the Gates, regia di Jackson Stewart (2016)
- Siren, regia di Gregg Bishop (2016)

### Serie TV
- Body of Proof 2 episodi (2012)
- Drop Dead Diva 1 episodi (2012)
- iCarly 1 episodio (2012)
- TMI Hollywood 1 episodio (2013)
- Project: Phoenix 6 episodi (2012-2014)
- Justified - L'uomo della legge 10 episodi (2014)
- NCIS - Unità anticrimine (NCIS) - serie TV, episodio 16x06 (2018)

## Doppiatori italiani
Nelle versioni in italiano delle opere in cui ha recitato, Justin Welborn è stato doppiato da:
- Massimiliano Plinio in Body of Proof
- Gianluca Machelli in Hawaii Five-0
- Fabrizio Picconi in Bones
- Francesco Sechi in Godless